# Championnat d'Europe de football espoirs 2011
Pour les articles homonymes, voir Euro 2011.
Navigation
Euro espoirs 2009 Euro espoirs 2013

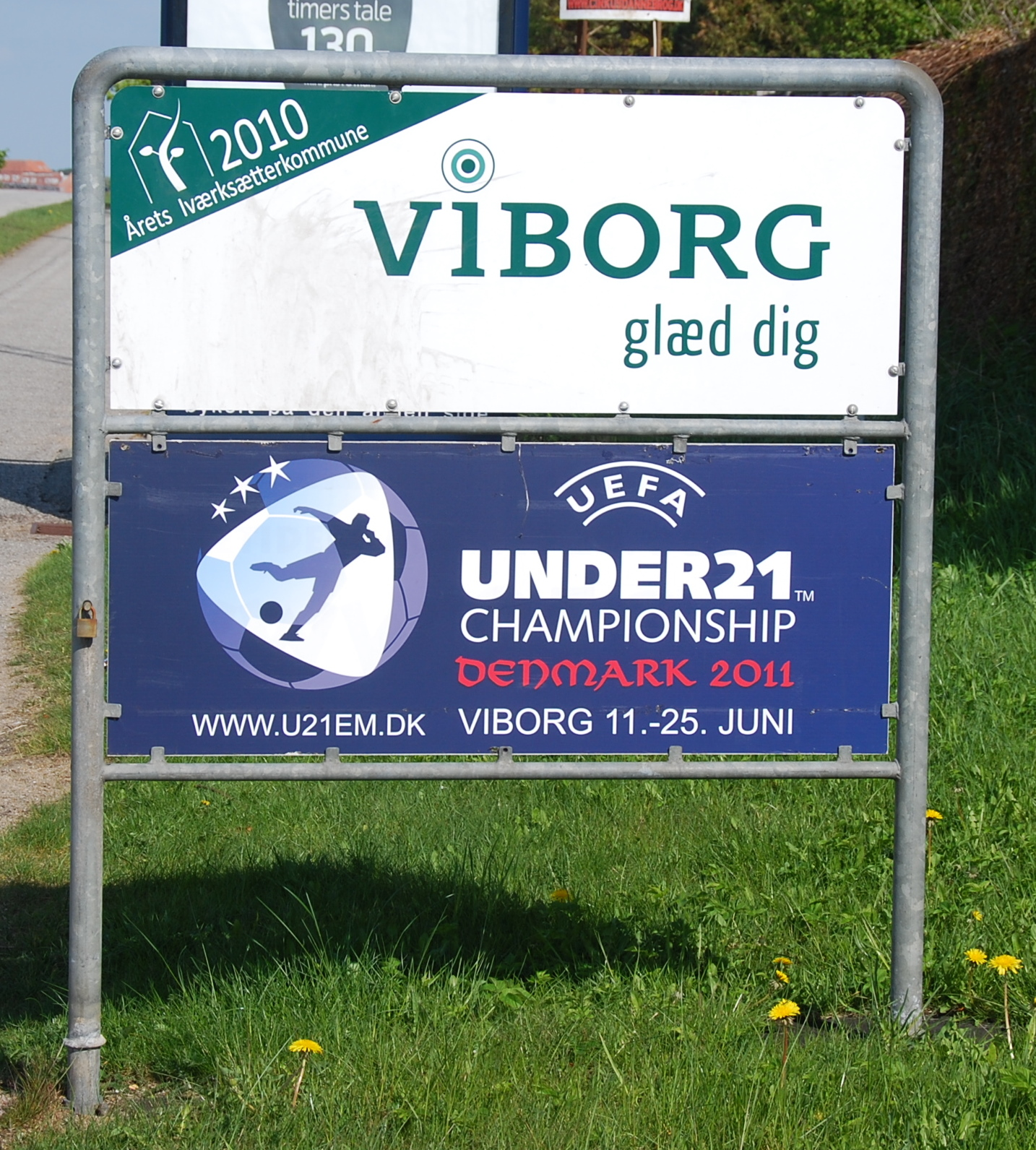
Panneau à Viborg. (Photo: Lars Schmidt)

L'édition 2011 du Championnat d'Europe de football espoirs se déroule au Danemark en juin 2011. La sélection du pays organisateur est qualifiée d'office pour la phase finale.
L'Espagne bat en finale la Suisse sur le score de 2-0 et remporte ainsi son troisième titre européen dans la catégorie.
Les trois premiers du Championnat d'Europe se qualifient pour les Jeux olympiques d'été de 2012 à Londres.

## Éliminatoires

### Premier tour
Les équipes sont réparties en dix groupes au sein desquels elles se rencontrent selon une formule championnat en matchs aller-retour. Cette phase de groupes débute les samedi 28 et dimanche 29 mars 2009 et se termine le mardi 7 septembre 2010.
Les dix premiers de groupe ainsi que les quatre meilleurs deuxièmes se qualifient pour le second tour.

#### Groupe 1
| Rang | Équipe     | Pts | J  | G | N | P | Bp | Bc | Diff |  | Résultats (▼ dom., ► ext.) |     |     |     |     |     |     |
| ---- | ---------- | --- | -- | - | - | - | -- | -- | ---- |  | -------------------------- | --- | --- | --- | --- | --- | --- |
| 1    | Roumanie   | 25  | 10 | 8 | 1 | 1 | 23 | 6  | +17  |  | Andorre                    |     | 1-1 | 0-1 | 1-3 | 0-2 | 0-4 |
| 2    | Russie     | 22  | 10 | 7 | 1 | 2 | 22 | 6  | +16  |  | Îles Féroé                 | 3-1 |     | 1-3 | 1-1 | 0-4 | 1-0 |
| 3    | Moldavie   | 14  | 10 | 4 | 2 | 4 | 9  | 13 | -4   |  | Lettonie                   | 4-0 | 0-1 |     | 1-1 | 5-1 | 0-4 |
| 4    | Lettonie   | 13  | 10 | 4 | 1 | 5 | 16 | 15 | +1   |  | Moldavie                   | 1-0 | 1-0 | 1-0 |     | 0-1 | 0-3 |
| 5    | Îles Féroé | 11  | 10 | 3 | 2 | 5 | 8  | 16 | -8   |  | Roumanie                   | 2-0 | 3-0 | 4-1 | 3-0 |     | 3-0 |
| 6    | Andorre    | 1   | 10 | 0 | 1 | 9 | 3  | 25 | -22  |  | Russie                     | 4-0 | 2-0 | 2-1 | 3-1 | 0-0 |     |

#### Groupe 2
| Rang | Équipe               | Pts | J  | G | N | P | Bp | Bc | Diff |  | Résultats (▼ dom., ► ext.) |     |     |     |     |     |     |
| ---- | -------------------- | --- | -- | - | - | - | -- | -- | ---- |  | -------------------------- | --- | --- | --- | --- | --- | --- |
| 1    | Suisse               | 20  | 10 | 6 | 2 | 2 | 15 | 8  | +7   |  | Arménie                    |     | 1-1 | 2-3 | 4-1 | 1-3 | 2-5 |
| 2    | Turquie              | 16  | 10 | 5 | 1 | 4 | 13 | 11 | +2   |  | Estonie                    | 2-3 |     | 2-0 | 1-1 | 1-4 | 1-0 |
| 3    | Géorgie              | 15  | 10 | 4 | 3 | 3 | 12 | 9  | +3   |  | Géorgie                    | 0-2 | 2-0 |     | 1-1 | 0-0 | 4-0 |
| 4    | Arménie              | 13  | 10 | 4 | 1 | 5 | 18 | 19 | -1   |  | République d'Irlande       | 1-2 | 5-0 | 1-1 |     | 1-1 | 0-3 |
| 5    | Estonie              | 12  | 10 | 3 | 3 | 4 | 9  | 16 | -7   |  | Suisse                     | 2-1 | 0-1 | 1-0 | 1-0 |     | 0-2 |
| 6    | République d'Irlande | 7   | 10 | 1 | 4 | 5 | 11 | 15 | -4   |  | Turquie                    | 1-0 | 0-0 | 0-1 | 1-0 | 1-3 |     |

#### Groupe 3
| Rang | Équipe             | Pts | J | G | N | P | Bp | Bc | Diff |  | Résultats (▼ dom., ► ext.) |     |     |     |     |     |
| ---- | ------------------ | --- | - | - | - | - | -- | -- | ---- |  | -------------------------- | --- | --- | --- | --- | --- |
| 1    | Italie             | 16  | 8 | 5 | 1 | 2 | 12 | 5  | +7   |  | Bosnie-Herzégovine         |     | 0-2 | 0-1 | 0-1 | 2-1 |
| 2    | Pays de Galles     | 16  | 8 | 5 | 1 | 2 | 15 | 6  | +9   |  | Hongrie                    | 0-0 |     | 2-0 | 3-0 | 0-1 |
| 3    | Hongrie            | 13  | 8 | 4 | 1 | 3 | 9  | 7  | +2   |  | Italie                     | 1-1 | 2-0 |     | 2-0 | 1-0 |
| 4    | Bosnie-Herzégovine | 8   | 8 | 2 | 2 | 4 | 4  | 8  | -4   |  | Luxembourg                 | 0-1 | 0-1 | 0-4 |     | 0-0 |
| 5    | Luxembourg         | 4   | 8 | 1 | 1 | 6 | 2  | 16 | -14  |  | Pays de Galles             | 2-0 | 4-1 | 2-1 | 5-1 |     |

#### Groupe 4
| Rang | Équipe        | Pts | J | G | N | P | Bp | Bc | Diff |  | Résultats (▼ dom., ► ext.) |     |     |     |     |     |
| ---- | ------------- | --- | - | - | - | - | -- | -- | ---- |  | -------------------------- | --- | --- | --- | --- | --- |
| 1    | Pays-Bas      | 21  | 8 | 7 | 0 | 1 | 19 | 5  | +14  |  | Espagne                    |     | 1-0 | 3-1 | 2-1 | 2-0 |
| 2    | Espagne       | 19  | 8 | 6 | 1 | 1 | 15 | 5  | +10  |  | Finlande                   | 1-1 |     | 3-0 | 0-1 | 2-0 |
| 3    | Finlande      | 10  | 8 | 3 | 1 | 4 | 11 | 7  | +4   |  | Liechtenstein              | 0-4 | 0-4 |     | 0-3 | 0-5 |
| 4    | Pologne       | 9   | 8 | 3 | 0 | 5 | 11 | 13 | -2   |  | Pays-Bas                   | 2-1 | 2-0 | 3-0 |     | 3-2 |
| 5    | Liechtenstein | 0   | 8 | 0 | 0 | 8 | 1  | 27 | -26  |  | Pologne                    | 0-1 | 2-1 | 2-0 | 0-4 |     |

#### Groupe 5
| Rang | Équipe          | Pts | J | G | N | P | Bp | Bc | Diff |  | Résultats (▼ dom., ► ext.) |      |     |     |     |     |
| ---- | --------------- | --- | - | - | - | - | -- | -- | ---- |  | -------------------------- | ---- | --- | --- | --- | --- |
| 1    | Tchéquie        | 22  | 8 | 7 | 1 | 0 | 25 | 4  | +21  |  | Allemagne                  |      | 3-0 | 2-2 | 1-2 | 6-0 |
| 2    | Islande         | 16  | 8 | 5 | 1 | 2 | 29 | 11 | +18  |  | Irlande du Nord            | 1-1  |     | 2-6 | 1-2 | 4-0 |
| 3    | Allemagne       | 12  | 8 | 3 | 3 | 2 | 26 | 10 | +16  |  | Islande                    | 4-1  | 2-1 |     | 0-2 | 8-0 |
| 4    | Irlande du Nord | 7   | 8 | 2 | 1 | 5 | 12 | 16 | -4   |  | Tchéquie                   | 1-1  | 2-0 | 3-1 |     | 5-0 |
| 5    | Saint-Marin     | 0   | 8 | 0 | 0 | 8 | 0  | 51 | -51  |  | Saint-Marin                | 0-11 | 0-3 | 0-6 | 0-8 |     |

#### Groupe 6
| Rang | Équipe     | Pts | J | G | N | P | Bp | Bc | Diff |  | Résultats (▼ dom., ► ext.) |     |     |     |     |     |
| ---- | ---------- | --- | - | - | - | - | -- | -- | ---- |  | -------------------------- | --- | --- | --- | --- | --- |
| 1    | Suède      | 19  | 8 | 6 | 1 | 1 | 15 | 5  | +10  |  | Bulgarie                   |     | 3-4 | 3-0 | 1-1 | 0-1 |
| 2    | Israël     | 16  | 8 | 5 | 1 | 2 | 18 | 8  | +10  |  | Israël                     | 4-0 |     | 1-1 | 5-0 | 0-1 |
| 3    | Monténégro | 13  | 8 | 4 | 1 | 3 | 9  | 11 | -2   |  | Kazakhstan                 | 2-0 | 1-2 |     | 0-2 | 1-1 |
| 4    | Kazakhstan | 5   | 8 | 1 | 2 | 5 | 7  | 17 | -10  |  | Monténégro                 | 2-0 | 1-0 | 3-1 |     | 0-2 |
| 5    | Bulgarie   | 4   | 8 | 1 | 1 | 6 | 8  | 16 | -8   |  | Suède                      | 2-1 | 1-2 | 5-1 | 2-0 |     |

#### Groupe 7
| Rang | Équipe    | Pts | J | G | N | P | Bp | Bc | Diff |  | Résultats (▼ dom., ► ext.) |     |     |     |     |     |
| ---- | --------- | --- | - | - | - | - | -- | -- | ---- |  | -------------------------- | --- | --- | --- | --- | --- |
| 1    | Croatie   | 17  | 8 | 5 | 2 | 1 | 17 | 10 | +7   |  | Croatie                    |     | 0-2 | 4-1 | 3-1 | 1-1 |
| 2    | Slovaquie | 14  | 8 | 4 | 2 | 2 | 11 | 11 | 0    |  | Chypre                     | 1-2 |     | 1-3 | 1-3 | 0-1 |
| 3    | Serbie    | 13  | 8 | 4 | 1 | 3 | 14 | 12 | +2   |  | Norvège                    | 1-3 | 1-3 |     | 0-1 | 2-2 |
| 4    | Norvège   | 7   | 8 | 2 | 1 | 5 | 14 | 18 | -4   |  | Serbie                     | 2-2 | 2-0 | 3-2 |     | 1-2 |
| 5    | Chypre    | 6   | 8 | 2 | 0 | 6 | 8  | 13 | -5   |  | Slovaquie                  | 1-2 | 1-0 | 1-4 | 2-1 |     |

#### Groupe 8
| Rang | Équipe   | Pts | J | G | N | P | Bp | Bc | Diff |  | Résultats (▼ dom., ► ext.) |     |     |     |     |     |
| ---- | -------- | --- | - | - | - | - | -- | -- | ---- |  | -------------------------- | --- | --- | --- | --- | --- |
| 1    | Ukraine  | 16  | 8 | 4 | 4 | 0 | 13 | 5  | +8   |  | Ukraine                    |     | 1-1 | 2-2 | 0-0 | 1-0 |
| 2    | Belgique | 15  | 8 | 4 | 3 | 1 | 8  | 5  | +3   |  | Belgique                   | 0-2 |     | 0-0 | 2-0 | 1-0 |
| 3    | France   | 15  | 8 | 4 | 3 | 1 | 12 | 6  | +6   |  | France                     | 2-2 | 0-1 |     | 1-0 | 2-0 |
| 4    | Slovénie | 8   | 8 | 2 | 2 | 4 | 6  | 10 | -4   |  | Slovénie                   | 0-2 | 2-2 | 1-3 |     | 1-0 |
| 5    | Malte    | 0   | 8 | 0 | 0 | 8 | 0  | 13 | -13  |  | Malte                      | 0-3 | 0-1 | 0-2 | 0-2 |     |

#### Groupe 9
| Rang | Équipe     | Pts | J | G | N | P | Bp | Bc | Diff |  | Résultats (▼ dom., ► ext.) |     |     |     |     |     |
| ---- | ---------- | --- | - | - | - | - | -- | -- | ---- |  | -------------------------- | --- | --- | --- | --- | --- |
| 1    | Grèce      | 19  | 8 | 6 | 1 | 1 | 13 | 7  | +6   |  | Angleterre                 |     | 1-2 | 3-0 | 6-3 | 1-0 |
| 2    | Angleterre | 17  | 8 | 5 | 2 | 1 | 15 | 7  | +8   |  | Grèce                      | 1-1 |     | 1-0 | 3-1 | 2-1 |
| 3    | Portugal   | 13  | 8 | 4 | 1 | 3 | 12 | 8  | +4   |  | Lituanie                   | 0-0 | 0-1 |     | 1-0 | 0-1 |
| 4    | Lituanie   | 5   | 8 | 1 | 2 | 5 | 3  | 11 | -8   |  | Macédoine                  | 1-2 | 1-2 | 1-1 |     | 1-1 |
| 5    | Macédoine  | 2   | 8 | 0 | 2 | 6 | 9  | 19 | -10  |  | Portugal                   | 0-1 | 2-1 | 4-1 | 3-1 |     |

#### Groupe 10
| Rang | Équipe      | Pts | J | G | N | P | Bp | Bc | Diff |  | Résultats (▼ dom., ► ext.) |     |     |     |     |     |
| ---- | ----------- | --- | - | - | - | - | -- | -- | ---- |  | -------------------------- | --- | --- | --- | --- | --- |
| 1    | Écosse      | 17  | 8 | 5 | 2 | 1 | 16 | 7  | +9   |  | Albanie                    |     | 2-2 | 1-0 | 1-2 | 0-1 |
| 2    | Biélorussie | 17  | 8 | 5 | 2 | 1 | 16 | 11 | +5   |  | Autriche                   | 3-1 |     | 4-0 | 3-3 | 1-0 |
| 3    | Autriche    | 14  | 8 | 4 | 2 | 2 | 17 | 11 | +6   |  | Azerbaïdjan                | 3-2 | 1-2 |     | 2-3 | 0-4 |
| 4    | Albanie     | 4   | 8 | 1 | 1 | 6 | 11 | 20 | -9   |  | Biélorussie                | 4-2 | 2-1 | 1-0 |     | 1-1 |
| 5    | Azerbaïdjan | 4   | 8 | 1 | 1 | 6 | 8  | 19 | -11  |  | Écosse                     | 5-2 | 3-1 | 2-2 | 1-0 |     |

#### Classement des deuxièmes
Pour les équipes deuxièmes des groupes 1 et 2, les résultats contre le sixième du groupe ne sont pas pris en compte pour ce classement comparatif.
| Rang | Équipe         | Pts | J | G | N | P | Bp | Bc | Diff |
| ---- | -------------- | --- | - | - | - | - | -- | -- | ---- |
| 1    | Espagne        | 19  | 8 | 6 | 1 | 1 | 15 | 5  | +10  |
| 2    | Angleterre     | 17  | 8 | 5 | 2 | 1 | 15 | 7  | +8   |
| 3    | Biélorussie    | 17  | 8 | 5 | 2 | 1 | 16 | 11 | +5   |
| 4    | Islande        | 16  | 8 | 5 | 1 | 2 | 29 | 11 | +18  |
| 5    | Israël         | 16  | 8 | 5 | 1 | 2 | 18 | 8  | +10  |
| 6    | Russie         | 16  | 8 | 5 | 1 | 2 | 14 | 6  | +8   |
| 7    | Pays de Galles | 16  | 8 | 5 | 1 | 2 | 12 | 5  | +7   |
| 8    | Belgique       | 15  | 8 | 4 | 3 | 1 | 8  | 5  | +3   |
| 9    | Slovaquie      | 14  | 8 | 4 | 2 | 2 | 11 | 11 | 0    |
| 10   | Turquie        | 10  | 8 | 3 | 1 | 4 | 9  | 11 | -2   |

### Second tour
Sept rencontres à élimination directe en matchs aller-retour opposent les dix premiers et les quatre meilleurs deuxièmes des groupes du premier tour. Les sept vainqueurs de ces confrontations sont qualifiés pour la phase finale au Danemark.
| Équipe 1   | Résultat | Équipe 2    | Aller | Retour |
| ---------- | -------- | ----------- | ----- | ------ |
| Angleterre | 2-1      | Roumanie    | 2-1   | 0-0    |
| Pays-Bas   | 3-3      | Ukraine     | 1-3e  | 2-0    |
| Espagne    | 5-1      | Croatie     | 2-1   | 3-0    |
| Suisse     | 5-2      | Suède       | 4-1   | 1-1    |
| Islande    | 4-2      | Écosse      | 2-1   | 2-1    |
| Tchéquie   | 5-0      | Grèce       | 3-0   | 2-0    |
| Italie     | 2-3      | Biélorussie | 2-0   | 0-3    |

e : Ukraine qualifiée selon la règle des buts marqués à l'extérieur

### Meilleurs buteurs
| Pos | Joueur             | Pays      | Buts |
| --- | ------------------ | --------- | ---- |
| 1   | Atdhe Nuhiu        | Autriche  | 7    |
| 1   | Edgars Gauračs     | Lettonie  | 7    |
| 1   | Tomáš Pekhart      | Tchéquie  | 7    |
| 4   | Henrikh Mkhitaryan | Arménie   | 6    |
| 4   | Jakub Sylvestr     | Slovaquie | 6    |
| 6   | Mats Hummels       | Allemagne | 5    |
| 6   | Chris Maguire      | Écosse    | 5    |
| 6   | Alfred Finnbogason | Islande   | 5    |
| 6   | Jóhann Guðmundsson | Islande   | 5    |
| 6   | Gabriel Torje      | Roumanie  | 5    |

## Phase finale
La phase finale a eu lieu en juin 2011 au Danemark.
Stades
| Aarhus                       | Aalborg                          | Herning                     | Viborg                            |
| ---------------------------- | -------------------------------- | --------------------------- | --------------------------------- |
| Aarhus Stadion               | Aalborg Stadion                  | Herning Stadium             | Viborg Stadion                    |
| 56° 07′ 55″ N, 10° 11′ 47″ E | 57° 03′ 05,4″ N, 9° 53′ 56,76″ E | 56° 07′ 01″ N, 8° 57′ 06″ E | 56° 27′ 21,23″ N, 9° 24′ 07,43″ E |
| Capacité: 20 000             | Capacité: 10 500                 | Capacité: 9 600             | Capacité: 9 566                   |
|                              |                                  |                             |                                   |

### Groupe A
| Groupe A |             |     |   |   |   |   |    |    |      |
|          | Équipe      | Pts | J | G | N | P | BP | BC | Diff |
| 1        | Suisse      | 9   | 3 | 3 | 0 | 0 | 6  | 0  | +6   |
| 2        | Biélorussie | 3   | 3 | 1 | 0 | 2 | 3  | 5  | -2   |
| 3        | Islande     | 3   | 3 | 1 | 0 | 2 | 3  | 5  | -2   |
| 4        | Danemark    | 3   | 3 | 1 | 0 | 2 | 3  | 5  | -2   |

| 11 juin, Aarhus  | Biélorussie | 2 | 0 | Islande     |
| 11 juin, Aalborg | Danemark    | 0 | 1 | Suisse      |
| 14 juin, Aalborg | Suisse      | 2 | 0 | Islande     |
| 14 juin, Aarhus  | Danemark    | 2 | 1 | Biélorussie |
| 18 juin, Aalborg | Islande     | 3 | 1 | Danemark    |
| 18 juin, Aarhus  | Suisse      | 3 | 0 | Biélorussie |

#### 1rejournée
| 11 juin 2011 18:00 | Biélorussie                      | 2–0 | Islande        | Aarhus Stadion, Aarhus                             |                                                    |
|                    | Varankow 77e (Pen) · Skavych 87e |     | Gunnarsson 76e | Spectateurs : 2 815 Arbitrage : Aleksandar Stavrev | Spectateurs : 2 815 Arbitrage : Aleksandar Stavrev |
|                    | Rapport                          |     |                | Spectateurs : 2 815 Arbitrage : Aleksandar Stavrev | Spectateurs : 2 815 Arbitrage : Aleksandar Stavrev |

| 11 juin 2011 20:45 | Danemark | 0–1 | Suisse      | Energi Nord Arena, Aalborg                           |                                                      |
|                    |          |     | Shaqiri 48e | Spectateurs : 9 678 Arbitrage : Robert Schörgenhofer | Spectateurs : 9 678 Arbitrage : Robert Schörgenhofer |
|                    | Rapport  |     |             | Spectateurs : 9 678 Arbitrage : Robert Schörgenhofer | Spectateurs : 9 678 Arbitrage : Robert Schörgenhofer |

#### 2ejournée
| 14 juin 2011 18:00 | Suisse                  | 2-0 | Islande | Energi Nord Arena, Aalborg                       |                                                  |
|                    | Frei 1re · Emeghara 40e |     |         | Spectateurs : 1 903 Arbitrage : Marijo Strahonja | Spectateurs : 1 903 Arbitrage : Marijo Strahonja |
|                    | Rapport                 |     |         | Spectateurs : 1 903 Arbitrage : Marijo Strahonja | Spectateurs : 1 903 Arbitrage : Marijo Strahonja |

| 14 juin 2011 20:45 | Danemark                    | 2-1 | Biélorussie | Aarhus Stadion, Aarhus                             |                                                    |
|                    | Eriksen 22e · Jørgensen 71e |     | Baha 20e    | Spectateurs : 18 152 Arbitrage : Paolo Tagliavento | Spectateurs : 18 152 Arbitrage : Paolo Tagliavento |
|                    | Rapport                     |     |             | Spectateurs : 18 152 Arbitrage : Paolo Tagliavento | Spectateurs : 18 152 Arbitrage : Paolo Tagliavento |

#### 3ejournée
| 18 juin 2011 18:00 | Islande                                            | 3-1 | Danemark   | Energi Nord Arena, Aalborg                    |                                               |
|                    | Sigþórsson 58e · Bjarnason 60e · Valgarðsson 90+2e |     | Kadrii 81e | Spectateurs : 9 308 Arbitrage : Milorad Mažić | Spectateurs : 9 308 Arbitrage : Milorad Mažić |
|                    | Rapport                                            |     |            | Spectateurs : 9 308 Arbitrage : Milorad Mažić | Spectateurs : 9 308 Arbitrage : Milorad Mažić |

| 18 juin 2011 20:45 | Suisse                                 | 3-0 | Biélorussie     | Aarhus Stadion, Aarhus                               |                                                      |
|                    | Mehmedi 6e (Pen) 43e · Feltscher 90+3e |     | Matveïtchik 68e | Spectateurs : 1 604 Arbitrage : Markus Strömbergsson | Spectateurs : 1 604 Arbitrage : Markus Strömbergsson |
|                    | Rapport                                |     |                 | Spectateurs : 1 604 Arbitrage : Markus Strömbergsson | Spectateurs : 1 604 Arbitrage : Markus Strömbergsson |

### Groupe B
| Groupe A |            |     |   |   |   |   |    |    |      |
|          | Équipe     | Pts | J | G | N | P | BP | BC | Diff |
| 1        | Espagne    | 7   | 3 | 2 | 1 | 0 | 6  | 1  | +5   |
| 2        | Tchéquie   | 6   | 3 | 2 | 0 | 1 | 4  | 4  | 0    |
| 3        | Angleterre | 2   | 3 | 0 | 2 | 1 | 2  | 3  | -1   |
| 4        | Ukraine    | 1   | 3 | 0 | 1 | 2 | 1  | 5  | -4   |

| 12 juin, Viborg  | Tchéquie   | 2 | 1 | Ukraine    |
| 12 juin, Herning | Espagne    | 1 | 1 | Angleterre |
| 15 juin, Viborg  | Tchéquie   | 0 | 2 | Espagne    |
| 15 juin, Herning | Ukraine    | 0 | 0 | Angleterre |
| 19 juin, Viborg  | Angleterre | 1 | 2 | Tchéquie   |
| 19 juin, Herning | Ukraine    | 0 | 3 | Espagne    |

#### 1rejournée
| 12 juin 2011 18:00 | Tchéquie       | 2–1 | Ukraine   | Viborg Stadion, Viborg                        |                                               |
|                    | Dočkal 49e 56e |     | Bilyi 87e | Spectateurs : 4 251 Arbitrage : Milorad Mažić | Spectateurs : 4 251 Arbitrage : Milorad Mažić |
|                    | Rapport        |     |           | Spectateurs : 4 251 Arbitrage : Milorad Mažić | Spectateurs : 4 251 Arbitrage : Milorad Mažić |

| 12 juin 2011 20:45 | Espagne     | 1-1 | Angleterre  | MCH Arena, Herning                                   |                                                      |
|                    | Herrera 14e |     | Welbeck 88e | Spectateurs : 8 046 Arbitrage : Markus Strömbergsson | Spectateurs : 8 046 Arbitrage : Markus Strömbergsson |
|                    | Rapport     |     |             | Spectateurs : 8 046 Arbitrage : Markus Strömbergsson | Spectateurs : 8 046 Arbitrage : Markus Strömbergsson |

#### 2ejournée
| 15 juin 2011 18:00 | Tchéquie | 0-2 | Espagne        | Viborg Stadion, Viborg                               |                                                      |
|                    |          |     | Adrián 27e 47e | Spectateurs : 4 662 Arbitrage : Robert Schörgenhofer | Spectateurs : 4 662 Arbitrage : Robert Schörgenhofer |
|                    | Rapport  |     |                | Spectateurs : 4 662 Arbitrage : Robert Schörgenhofer | Spectateurs : 4 662 Arbitrage : Robert Schörgenhofer |

| 15 juin 2011 20:45 | Ukraine | 0-0 | Angleterre | MCH Arena, Herning                                 |
|                    |         |     |            | Spectateurs : 3 495 Arbitrage : Aleksandar Stavrev |
|                    | Rapport |     |            |                                                    |

#### 3ejournée
| 19 juin 2011 20:45 | Angleterre  | 1-2 | Tchéquie                      | Viborg Stadion, Viborg                            |                                                   |
|                    | Welbeck 76e |     | Chramosta 89e · Pekhart 90+4e | Spectateurs : 5 262 Arbitrage : Paolo Tagliavento | Spectateurs : 5 262 Arbitrage : Paolo Tagliavento |
|                    | Rapport     |     |                               | Spectateurs : 5 262 Arbitrage : Paolo Tagliavento | Spectateurs : 5 262 Arbitrage : Paolo Tagliavento |

| 19 juin 2011 20:45 | Ukraine     | 0-3 | Espagne                         | MCH Arena, Herning                               |                                                  |
|                    | Garmash 71e |     | Mata 10e 72e (Pen) · Adrián 27e | Spectateurs : 3 302 Arbitrage : Marijo Strahonja | Spectateurs : 3 302 Arbitrage : Marijo Strahonja |
|                    | Rapport     |     |                                 | Spectateurs : 3 302 Arbitrage : Marijo Strahonja | Spectateurs : 3 302 Arbitrage : Marijo Strahonja |

### Demi-finales
| Demi-finale 1      | Suisse       | 1-0 a. p. | Tchéquie | Herning Stadium, Herning                             |                                                      |
| 22 juin 2011 21:00 | Mehmedi 114e |           |          | Spectateurs : 5 038 Arbitrage : Robert Schörgenhofer | Spectateurs : 5 038 Arbitrage : Robert Schörgenhofer |
| 22 juin 2011 21:00 | Rapport      |           |          | Spectateurs : 5 038 Arbitrage : Robert Schörgenhofer | Spectateurs : 5 038 Arbitrage : Robert Schörgenhofer |

| Demi-finale 2      | Espagne                        | 3-1 a. p. | Biélorussie  | Viborg Stadion, Viborg                               |                                                      |
| 22 juin 2011 18:00 | Adrián 89e 105e · Jeffrén 113e |           | Varankow 38e | Spectateurs : 7 521 Arbitrage : Markus Strömbergsson | Spectateurs : 7 521 Arbitrage : Markus Strömbergsson |
| 22 juin 2011 18:00 | Rapport                        |           |              | Spectateurs : 7 521 Arbitrage : Markus Strömbergsson | Spectateurs : 7 521 Arbitrage : Markus Strömbergsson |

### Match pour la3eplace
Le vainqueur de ce match est qualifié pour les Jeux olympiques d'été de 2012.
| Match pour 3e place & qualification olympique | Tchéquie  | 0–1 | Biélorussie   | Aarhus Stadion, Aarhus                      |                                             |
| 25 juin 2011 15h00                            | Vácha 75e |     | 88e Filipenko | Spectateurs : 870 Arbitrage : Milorad Mažić | Spectateurs : 870 Arbitrage : Milorad Mažić |
| 25 juin 2011 15h00                            | Rapport   |     |               | Spectateurs : 870 Arbitrage : Milorad Mažić | Spectateurs : 870 Arbitrage : Milorad Mažić |

### Finale
| Finale             | Suisse  | 0–2 | Espagne                     | Aarhus Stadion, Aarhus                             |                                                    |
| 25 juin 2011 20h45 |         |     | 41e Herrera · 81e Alcântara | Spectateurs : 16 110 Arbitrage : Paolo Tagliavento | Spectateurs : 16 110 Arbitrage : Paolo Tagliavento |
| 25 juin 2011 20h45 | Rapport |     |                             | Spectateurs : 16 110 Arbitrage : Paolo Tagliavento | Spectateurs : 16 110 Arbitrage : Paolo Tagliavento |

## Lauréat
| Championnat d'Europe de football espoirs 2011 Vainqueur Espagne 3e titre |